# Список камео Стэна Ли
Ниже приведён список камео Стэна Ли (28 декабря 1922 — 12 ноября 2018) в фильмах, телевизионных шоу и видеоиграх как связанных, так и не связанных с Marvel.

## Камео в Marvel

### Кинематографическая вселенная Marvel
Стэн Ли исполнил роль информатора Наблюдателей во всех фильмах кинематографической вселенной Marvel от «Железного человека» (2008) до «Мстителей: Финал» (2019). По словам Джо Руссо, они снимали несколько камео со Стэном Ли за раз для разных фильмов, чтобы ему не приходилось часто летать.

#### Фильмы
- В «Железном человеке» (2008) Ли, исполнивший роль самого себя, появляется на благотворительном балу в компании нескольких молодых девушек. Тони Старк, заметив Ли, принимает его за основателя журнала Playboy, Хью Хефнера[5]. В театральной версии Тони Старк, проходя мимо Ли, похлопывает его по плечу со словами: «Все хорошеешь, Хеф», но была также снята другая версия сцены, в которой Старк осознаёт свою ошибку, но Ли снисходительно отвечает: «Все в порядке, нас часто путают»..[6]. В 2008 году Стэн Ли назвал это своим любимым камео[7].
- В «Невероятном Халке» (2008) персонаж Стэна Ли случайно выпил содовую, в которой была кровь Брюса Беннера, из-за чего взбодрился «больше, чем ожидалось»[8].
- В «Железном человеке 2» (2010) Тони Старк вновь путает Ли с другой знаменитостью — американским журналистом Ларри Кингом из-за того, что Ли надел подтяжки для брюк, красную рубашку и тёмный галстук, являющиеся фирменным стилем Кинга[9].
- В «Торе» (2011) Ли становится одним из многих людей, которые приехали посмотреть на молот Тора Мьёльнир, упавший на Землю. Он попытался вытащить молот с помощью прицепа, но в итоге лишь повредил машину, что вызвало всеобщий смех[10]. Его персонаж был упомянут в титрах как «Stan the Man» — прозвище, которое за ним закрепилось в Серебряный век комиксов.
- В фильме «Первый мститель» (2011) Ли сыграл генерала Второй мировой войны, который принял за Стива Роджерса совершенно другого человека, сказав: «Я думал, он повыше будет»[11]. Ли не имел никакого отношения к основному созданию главного героя, но именно с серии комиксов о Капитане Америка он начал свою писательскую карьеру. Помимо этого, использование главным героем щита в качестве метательного оружия было его идеей. Он также возродил персонажа в Серебряном веке комиксов и стал соавтором большинства его историй в серии комиксах «Мстители[англ.]» и сольных проектах.
- В «Мстителях» (2012) персонаж Ли появляется в телерепортаже, в котором говорит: «Супергерои в Нью-Йорке? Да не смешите меня!», а затем возвращается к игре в шахматы[12] Он также появляется в удалённой сцене, в которой советует Стиву Роджерсу не тормозить и взять номер телефона у официантки.[13]
- В «Железном человеке 3» (2013) Ли исполнил роль члена жюри на конкурсе красоты, который с радостью выставляет одной из участниц 10 баллов.[14].
- В фильме «Тор 2: Царство тьмы» (2013) Ли предстаёт в роли пациента психиатрической больницы, который одалживает свою обувь астрофизику Эрику Селвигу для демонстрации научной теории. Когда Селвиг заканчивает свою речь и спрашивает, есть ли у кого-нибудь вопросы, Ли говорит: «Да, можно забрать кроссовок?»[15].
- В фильме «Первый мститель: Другая война» (2014) Ли сыграл охранника в Смитсоновском институте, который, обнаружив, что Капитан Америка украл свою форму времён Второй мировой войны с выставки, говорит: «Чтоб меня, теперь точно уволят»[16].
- В «Стражах Галактики» (2014) Ли предстаёт в образе пожилого джентльмена, беседующего с привлекательной девушкой. Ли принимал участие только в создании некоторых персонажей из серии комиксов «Стражи Галактики»: Грута, Ронана Обвинителя и Коллекционера[17].
- В «Мстителях: Эра Альтрона» (2015) Ли появился в роли ветерана Второй мировой войны на вечеринке в честь победы Мстителей. Он утверждал, что может справиться с рюмкой асгардского ликёра Тора, но в итоге не рассчитал свои силы. Ли отметил, что это было его любимое камео, но затем изменил своё мнение и сказал, что его любимая эпизодическая роль была в фильме «Люди Икс: Апокалипсис»[18][19].
- В «Человеке-муравье» (2015) Ли появляется в истории друга Скотта Лэнга в роли бармена, который описал красивую девушку за столиком словами «цыпа-шикардос»[20].
- В фильме «Первый мститель: Противостояние» (2016) Ли появляется роли почтальона FedEx, который доставил в конце фильма посылку от Стива Роджерса Тони Старку, перепутав его фамилию и назвав «Карком»[21].
- В фильме «Доктор Стрэндж» (2016) Ли предстаёт в роли пассажира автобуса, настолько увлечённо читающего книгу Олдоса Хаксли «Двери восприятия», что он совершенно не замечает Доктора Стрэнджа, сражающегося с Мордо и Кецелием[22].
- В «Стражах Галактики. Часть 2» (2017) Ли появляется в роли космонавта, который рассказывает Наблюдателям о том, как работал доставщиком[23]. Он вновь появляется в сцене после титров, в которой Наблюдатели уходят, устав от его историй. Это породило теорию, что на самом деле все его появления в фильмах связаны, а сам Стэн играет персонажа из комиксов по имени Тот-Кто-Выше-Всех или просто Всевышний.[24] Наблюдатели вместе с Эго были созданы в соавторстве со Стэном Ли. Он также снялся в музыкальном клипе на песню «Guardians' Inferno»[25].
- В фильме «Человек-паук: Возвращение домой» (2017) Ли предстаёт в роли раздражённого соседа по имени Гэри, который, став свидетелем того, как Человек-паук по ошибке пристал к невинному гражданину, говорит ему: «Лучше не заставляй меня спускаться, сопляк!»[26][27].
- В фильме «Тор: Рагнарёк» (2017) Ли появляется в качестве слуги Грандмастера на Сакааре, который подстриг волосы Тора[28].
- В «Чёрной пантере» (2018) Ли исполнил роль посетителя казино в Пусане, Южной Корее, который забрал выигранные Т’Чаллой фишки[29].
- В фильме «Мстители: Война бесконечности» (2018) Ли появляется в роли водителя школьного автобуса Питера Паркера. Когда ученики замечают прибытие корабля Эбенового Зоба, он говорит: «Ну куда повысовывались? Космолетов что ли не видели?»[30]
- В фильме «Человек-муравей и Оса» (2018) Ли предстаёт в образе пешехода, чей автомобиль сжимается Осой, после чего тот произносит: «Нда, торчал в 60-х, а флешбэки донимают до сих пор»[31].
- В фильме «Капитан Марвел» (2019) Ли появляется посмертно в роли самого себя, он едет на метро и читает вслух свои строки из сценария фильма «Лоботрясы» (1995). Когда он видит Кэрол Дэнверс, он улыбается ей, и она улыбается в ответ. Хотя Ли и не принимал участия в создании Капитана Марвел Кэрол Дэнверс, он был соавтором Мар-Велла, первого персонажа комиксов Marvel с этим именем. Это был первый фильм с камео Стэна, выпущенный после его смерти, в связи с чем в начале фильма в логотип Marvel Studios в дань уважения были включены камео Стэна Ли, а в конце заставки появляется надпись «Спасибо, Стэн»[32].
- В фильме «Мстители: Финал» (2019) Ли появляется посмертно, омоложённый с помощью компьютерной графики. По сюжету он проезжает в 1970 году мимо армейской базы Лихай, крича: «Слыш, брат, занимайся любовью, а не войной!».[33] В сцене присутствует его жена, Джоан Букок Ли[англ.], чья внешность была воссоздана с помощью компьютерной графики. Кличка его собаки, Шарлотта Ли, выгравирована под именем Скотта Лэнга на Стене исчезнувших[34]. Это был последний фильм Marvel, в котором снялся Стэн Ли.

#### Сериалы
- Ли появляется в 1 сезоне 13 серии сериала «Агенты „Щ.И.Т.“» (2013−2020) в образе добросердечного пожилого человека, который отчитывает Фила Колсона за плохое обращение с Симмонс[35][36].
  - Фотографию Стэна Ли можно заметить в коробке, которую несёт Фил Коулсон, в 1 серии веб-сериала «Агенты „Щ.И.Т.“: Йо-Йо» (2016), спин-оффе основного сериала.
- В 1 сезоне 4 серии сериала «Агент Картер» (2015−2016) Ли сыграл джентльмена, который спросил Говарда Старка, не может ли тот одолжить ему газету, чтобы прочитать спортивный раздел[37].
- Ли появлялся в различных сериалах Marvel, вышедших на платформе Netflix, на фотоснимках в качестве полицейского Департамента полиции Нью-Йорка, таких как: «Сорвиголова»[38] (2015−2018), «Джессика Джонс»[39] (2015−2019), «Люк Кейдж»[40] (2016−2018), «Железный кулак»[41] (2017−2018), «Защитники»[42] (2017) и «Каратель»[43] (2017−2019). В «Железном кулаке» он предстаёт в образе капитана Ирвинга Форбуша[англ.]. За исключением Сорвиголовы, Ли не приложил руку к созданию ни одного из этих персонажей.
  - Во 2 сезоне сериала «Джессика Джонс» Ирвинг Форбуш стал адвокатом в фирме «Форбуш и партнёры»[44].
  - В 12 серии 2 сезона «Люка Кейджа» главный герой проходит мимо постера, на котором изображён Стэн Ли. Постер гласит: «Видите преступление? Сообщите об этом»[45].
- Ли сыграл роль водителя лимузина команды супергероев в 1 сезоне телесериала «Беглецы» (2017−2019) от Hulu. Ли не принимал участие в создании комикса[46].
- Ли появляется в 1 сезоне cериала «Плащ и Кинжал» (2018−2019) от телеканала Freeform на граффити, созданном в стиле знаменитой картины Энди Уорхола «Застреленные Мэрилин»[47]. Ли не является автором оригинального комикса.
- В 7 серии сериала от Disney+ «Ванда/Вижн» (2021) можно заметить номер машины Ванды Максимофф: «122822». Это дата рождения Стэна Ли, 28 декабря 1922 года. По словам режиссёра Мэтта Шекмана, отсылка была сделана в дань уважения автору комиксов[48].

### Фильмы, не входящие в КВМ

#### Люди Икс
- В фильме «Люди Икс» (2000) Ли сыграл роль продавца хот-догов на пляже в сцене, когда недавно мутировавший сенатор Келли появляется голым на берегу после побега от Магнето[49].
- В фильме «Люди Икс: Последняя битва» (2006) Стэн Ли и Крис Клермонт снялись в роли соседей Джин Грей. Ли, который в титрах указан как «человек со шлангом», поливает газон, а Джин с помощью телекинеза заставляет воду из шланга литься вверх[50].
- В «Дэдпуле» (2016) Ли появляется в роли самого себя за диджейским пультом в стрип-клубе и объявляет выступление закадрового персонажа[51]. Ли не принимал участие в создании Дэдпула.
- В фильме «Люди Икс: Апокалипсис» (2016) Ли вместе со своей женой, Джоан, испуганно наблюдает за ядерными ракетами, которые запустил Апокалипсис. Позже он назвал это камео одним из своих любимых ещё и потому, что вместе с ним снялась его жена[52][53].
- Ли появляется в роли самого себя в короткометражном фильме «Дэдпул: Никаких добрых дел» (2017). Ли замечает Дэдпула выходящим из телефонной будки, в которой тот переодевался в свой костюм, и говорит ему: «Классный костюм!», на что наёмник отвечает: «Захлопнись, Стэн Ли!»[54]
- В фильме «Дэдпул 2» (2018) Ли можно увидеть на граффити, когда Домино летит по городу[55]. В урезанной версии фильма с рейтингом PG-13 («Жил-был Дэдпул») на граффити добавили надпись «RIP», так как фильм был выпущен после смерти Ли в ноябре 2018 года[56].

#### Трилогия «Человек-паук» Сэма Рэйми
- В «Человеке-пауке» (2002) Стэн Ли появляется во время первой битвы Человека-паука с Зелёным Гоблином, оттаскивая маленькую девочку от падающих обломков[57] В вырезанной сцене Ли предстаёт в роли уличного торговца, который пытается продать Питеру Паркеру солнцезащитные очки.[58].
- В «Человеке-пауке 2» (2004) Ли вновь спасает невинного свидетеля битвы Человека-паука с Доктором Осьминогом[59] В вырезанном сцене у Ли есть ещё одно камео, в котором он говорит: «О, Человек-паук украл пиццы». В итоге эту фразу сказал другой персонаж.[60].
- В фильме «Человек-паук 3: Враг в отражении» (2007) Ли появляется на Таймс-сквер рядом с Питером Паркером и говорит: «Знаете, и один человек, пожалуй, может многое изменить»[61].

#### Фантастическая четвёрка
- В «Фантастической четвёрке» (2005) Ли впервые появляется в роли им же созданного персонажа комиксов, Уилли Лампкина, почтальона, который приветствует Фантастическую четвёрку, когда они входят в здание Бакстера[62].
- В «Фантастической четвёрке: Вторжение Серебряного сёрфера» (2007) Стэна Ли, в роли самого себя, охранник не пускает на свадьбу Рида Ричардса и Сьюзан Шторм, так как его имени не было в списке гостей. В комиксе «Fantastic Four Annual #3» (1965), в котором пара поженилась, Стэна Ли и Джека Кирби также не пустили на торжество[63].

#### Дилогия «Человек-паук» Марка Уэбба
- В «Новом Человеке-пауке» (2012) Ли играет роль школьного библиотекаря, который не замечает сражение Человека-паука и Ящера позади него, так как слушает в наушниках классическую музыку[64].
- В фильме «Новый Человек-паук. Высокое напряжение» Ли появляется в роли гостя на выпускном Питера Паркера и Гвен Стейси, который при виде Человека-паука выкрикивает: «Где-то я его видел!»[65]

#### Веном
- В фильме «Веном» (2018) Ли играет человека, выгуливающего собаку, который необъяснимым образом подслушивает спор симбиота и Эдди Брока и призывает не бросать Энн Вейинг. Веном заинтересованно облизывается на собаку и спрашивает: «Что за хрыч?»[66] Это было последнее камео Стэна Ли, выпущенное при его жизни.[67] Ли не принимал участия в создании персонажа Венома.
- Стэн Ли появляется в посмертном камео в фильме «Веном 2» на обложке журнала, который поправляет Веном[68].

#### Другие фильмы
- В телефильме «Невероятный Халк: Испытание» (1989) Ли сыграл своё первое камео одного из членов присяжных на суде над доктором Дэвидом Бэннером (альтер эго Халка)[69].
- Стэн Ли снялся в эпизодической роли в фильме «Блэйд» (1998), но сцена с ним была удалена из финального варианта фильма. Он сыграл полицейского, который обнаружил горящее тело Куинна в вампирском клубе[70]. Ли не является автором персонажа Блэйда.
- В «Сорвиголове» (2003) юный Мэтт Мёрдок останавливает переходящего улицу Ли, чтобы тот не попал под автобус[71].
- В «Халке» (2003) Стэн Ли появляется вместе с Лу Ферриньо, который играл Халка в сериале «Невероятный Халк» (1977−1990), в начале фильма в качестве охранников лаборатории Брюса Беннера[72]. Это была его первая роль со словами в фильме, основанном на одном из его персонажей.
- В фильме «Леший» (2005) можно увидеть фотографию Ли на доске пропавших людей[73].
- В анимационном фильме «Город героев» (2014) он озвучил отца Фреда Фредриксона. Его персонаж появляется на портрете в начале фильма, а также в сцене после титров. Ли не участвовал в создании оригинального комикса «Город героев[англ.]»[74].
- Ли появляется посмертно в фильме «Человек-паук: Через вселенные» (2018)[75][76]. Он продаёт костюм Человека-паука Майлзу Моралесу. Когда Майлз спрашивает, можно ли будет ему вернуть костюм, если тот не подойдёт, Стэн отвечает: «Он всегда подходит, рано или поздно.» Для Фила Лорда и Кристофера Миллера было важно предоставить Ли больше времени в мультфильме, а не просто мимолётную эпизодическую роль, потому что они чувствовали, что он был «неотъемлемой частью духа этого фильма». Они описали его роль как «особо значимую», учитывая смерть Ли в ноябре 2018 года, за месяц до выхода фильма[77]. Он также появляется в поезде, проезжающем мимо Майлза. На премьере фильма раздавали булавки, специально изготовленные Marvel Entertainment, на которых изображены ярко-красные солнцезащитные очки Стэна, в которых он ходил последние годы[78].
- У Ли есть небольшое камео в короткой рекламе под названием «Человек-паук: Возвращение домой, финал НБА», которая транслировалась на канале ABC во время освещения в сети финала НБА 2017[79].

### Сериалы, не входящие в КВМ
- Одним из самых первых вкладов Ли в анимацию, основанную на комиксах Marvel, была озвучка рассказчика в мультсериале «Невероятный Халк[англ.]» (1982−1983). Ли ранее представал в роли рассказчика в одном эпизоде мультсериала «Человек-паук и его удивительные друзья» (1981−1983), который выходил в то же время что и Халк.
- Ли озвучивал рассказчика в пилотном мультсериале «Прайд из Людей Икс» (1989).
- Он озвучил самого себя в 1 сезоне 4 и 7 сериях мультсериала «Фантастическая четвёрка» (1994−1996)[74].
- Ли был исполнительным продюсером анимационного телесериала «Человек-паук» (1994−1998). Он появляется в роли самого себя в финальной серии 5 сезона сериала. Мадам Паутина перемещает Человека-паука в «реальный» мир, где он является вымышленным персонажем. Там он встречает Стэна Ли, который помогает вернуться Питеру обратно в свой мир. Мадам Паутину озвучила жена Стэна Ли, Джоан Ли.
- В программе «Час экшена Marvel[англ.]» Ли появился в роли самого себя, чтобы кратко рассказать о мультсериалах «Железный человек» (1994−1996) и «Фантастическая четвёрка» (1994−1996).
- Ли озвучил Клиффорда Уолтерса во 2 сезоне 2 серии «Невероятного Халка» (1996−1999)[74].
- В 12 и 13 сериях 1 сезона мультсериала «Новый Человек-паук» (2003), транслировавшегося на MTV, он озвучил Фрэнка Элсона.
- Он озвучил оператора погрузочной платформы по имени Стэн в 1 серии 2 сезона мультсериала «Новые приключения Человека-паука» (2008−2010)[74].
- Ли был постоянным участником актёрского состава анимационного сериала «Супергеройский отряд» (2009−2011), озвучивавшим мэра Города Супергероев.
- Он озвучил генерала Уоллеса в 1 серии мультсериала «Чёрная пантера[англ.]» (2010)[74].
- Ли неоднократно озвучивал в мультсериале от Disney XD «Великий Человек-паук» (2012−2017) уборщика средней школы по имени Стэн. В 1 и 6 сериях 1 сезона он упоминает Ирвинга Форбуша, комического персонажа, которого Ли создал в 1955 году[74][80]. Уборщик Стэн также появляется в 18 серии 1 сезона в качестве работника Контроля Разрушений[англ.][81]. В 15 серии 2 сезона он вместе с Мэри Джейн Уотсон, агентом Коулсоном и Гарри Озборном помог Человеку-пауку в сражении с Ящером. В конце эпизода выясняется, что персонаж Ли является секретным агентом Щ.И.Т., который знает о тайной личности Питера Паркера, а также одним из основателей организации, давшем ей название[82].
- Ли появляется в мультсериале «Халк и агенты У.Д.А.Р.» (2013−2015). Впервые он был упомянут как продавец Стэн в 1 серии, а позже появился в роли мэра Стэна из Виста-Верде[74]
- Ли вновь вернулся к роли отца Фреда в мультсериале «Город героев: Новая история» (2017−2021).[74][83]. В 1 серии упоминается, что его зовут Фредерик Фредриксон III[84]. В последующих эпизодах оказывается, что он когда-то был знаменитым супергероем по имени Босс Удивительный, у которого был недалёкий заклятый враг по имени Барон Фон Стример (он несколько раз появляется в сериале в роли антагониста). Первый сезон был закончен ещё при жизни Ли, но он успел записать перед смертью озвучку для второго сезона. Ему посвящена 9 серия 2 сезона.
- Ли сыграл версию Тони Старка из будущего в 5 серии 2 сезона комедийного веб-сериала «Avengers Assemble!» (2010−2015). Он пытался передать из будущего загадочное послание остальным Мстителям, но связь постоянно прерывалась[85].
- В 22 серии-кроссовере 4 сезона мультсериала «Финес и Ферб» (2007−2015) Ли озвучил продавца хот-догов в Нью-Йорке, который в конце эпизода переезжает в Дэнвилл[74][86].
- Минифигурка Стэна Ли появляется в анимированных лего-сериалах «Лего Марвел: Максимальная перезагрузка» (2013), «Проблемы в Ваканде» (2018) в роли торговца уличной едой и «Угроза Таноса» (2017) в роли одного из Опустошителей.
- Ли появился в одном из роликов на YouTube-канале Disney XD, приуроченном к выходу мультсериала «Человек-паук» (2017−…), в качестве оператора, который берёт интервью у Питера Паркера. Его персонажа также можно заметить в 11 серии 2 сезона[74].
- У Ли есть камео без слов в пилотной серии сериала «Одарённые» (2017−2019), в котором он выходит из бара навстречу одному из персонажей[87].
- Ли появился в 1 серии 3 сезона мультсериала «Стражи Галактики» (2015−2019) в качестве лифтёра в логове Коллекционера[74].
- У Ли есть посмертное камео в мульсериале от Disney XD «Команда „Мстители“» (2013−2019) в 16 серии 5 сезона, в котором он появляется в роли генерала армии[88].
- Ли также появляется посмертно в 13 серии 1 сезона аниме «Марвел: Мстители будущего[англ.]» (2017−…) в качестве продавца хот-догов[89].

### Детские книги
- Ли появляется в книге «Spider-Man Ultimate Picture Book», написанной Кэтлин Дуэй, Робертом Гулдом и Юджином Эпштейном. В книге были использованы для большей реалистичности настоящие фотографии актёров на иллюстрированном фоне. Ли предстаёт в роли учёного, который наблюдал на Норманом Озборном, в время как тот изучал генетически улучшенного паука; того самого, который в конечном итоге укусил Питера Паркера.

### Тематические парки аттракционов
- Ли четыре раза появляется в оранжевом свитере на аттракционе «The Amazing Adventures of Spider-Man[англ.]» в тематическом парке Universal's Islands of Adventure[англ.] в Орландо, штат Флорида[90].
- Хотя сам Ли не появляется на аттракционе «The Incredible Hulk Coaster[англ.]», но по случаю его открытия в августе 2016 года Стэн снялся в ролике для YouTube-канала Universal Orlando Resort, в котором также показали, как его картонная копия прокатилась на аттракционе[91].
- Ли снялся в эпизодической роли одного из пленников Коллекционера на аттракционе «Guardians of the Galaxy – Mission: Breakout![англ.]»[92].
- Ли появляется в пред-шоу аттракциона «Iron Man Experience[англ.]» в Гонконгском Диснейленде[93].

### Видеоигры
- Ли озвучил рассказчика в видеоигре «Spider-Man» (2000)[74][94], в сиквеле «Spider-Man 2: Enter Electro» (2001)[95], а также в «Spider-Man: Shattered Dimensions» (2010)[74][96].
- Ли впервые появился в качестве персонажа — сенатора, который носил его имя, — в игре «Marvel: Ultimate Alliance 2» (2009)[97].
- Ли выступил в роли рассказчика в мобильных приложениях для iPad, iPhone и iPod Touch «Iron Man: Armored Avenger», «The Avengers Origins: Hulk», «The Amazing Spider-Man: An Origin Story» и «Avengers Origins: Assemble!», которые были выпущены издательством Disney Publishing Worldwide[англ.] в феврале 2012 года[98].
- Ли является игровым персонажем в видеоигре от компании Activision «The Amazing Spider-Man», которая была выпущена в 2012 году в качестве дополнения к одноимённому фильму. В игре Ли обладает теми же сверхспособностями, что и Человек-паук, и использует их для нахождения страниц нового комикса, который он потерял на Манхэттене[99]. Он также озвучил одноимённого персонажа в сюжетном режиме, который позвонил Паркеру по поводу списания средств с его кредитной карты, когда тот направлялся в канализационную лабораторию доктора Коннора[74].
- Ли появляется в качестве игрового лего-персонажа в «Lego Marvel Super Heroes» (2013), который может превратиться в существо похожее на Халка[100].
- Ли вновь появился в роли самого себя в видеоигре «The Amazing Spider-Man 2» (2014), выпущенной в качестве дополнения к одноимённому фильму.
- Ли является игровым персонажем в «Lego Marvel’s Avengers» (2016). Он может превратиться в Эксельсиор Халка, Железного Стэна и Стэнбастера. В титрах его персонаж убивает Тони Старка, небрежно поднимает Мьёльнир и случайно попадает молнией в мебель.
- Ли является игровым персонажем в игре «Lego Marvel Super Heroes 2» (2017), в которой он обладает способностями Тора, Галактуса и Человека-паука, а также может выполнять миссии Гвен-паук[74].
- Ли появляется в коротком камео в игре «Spider-Man» (2018) в качестве повара в заведении быстрого питания[74][101]. В DLC «The City That Never Sleeps[англ.]» есть посвящение ему в титрах.
- В игре «Spider-Man: Miles Morales» (2020) можно увидеть статую Стэна Ли рядом с закусочной, в которой он работал в предыдущей игре[102].

## Камео, не относящиеся к Marvel

### Фильмы
- Ли появляется в роли самого себя в фильме сценариста и режиссёра Ларри Коэна «Скорая помощь» (1990), в котором Эрик Робертс сыграл начинающего художника комиксов.
- У Ли есть большое камео в фильме Кевина Смита «Лоботрясы» (1995). По сюжету он посетил торговый центр, чтобы подписать книги в магазине комиксов. Позже он дал совет герою Джейсона Ли, Брюсу Броуди (давнему поклоннику Стэна), по поводу его личной жизни. Ли также снялся в эпизодической роли полицейского в другом фильме Смита «Йоганутые» (2016).
- Ли появился в эпизодической роли свадебного гостя в диснеевском фильме 2004 года «Дневники принцессы 2: Как стать королевой»[103].
- Ли снялся в фильме «Пипец» (2010) в эпизодической роли мужчины, смотрящего новости с главным героем, но в окончательном варианте фильма сцена была вырезана[104].
- Ли сыграл самого себя в фильме Фрэнки Муниза 2011 года «Человек-пицца».
- Ли появился посмертно в фильме «Джей в Голливуде» (2019). Это было его последнее появление в фильме[103].
- Ли появился посмертно в фильме «Джей и Молчаливый Боб: Перезагрузка» (2019) при помощи использования архивных кадров с ним, взятых с Comic Con. Первоначально Ли должен был быть в центре сюжета третьего акта, однако учитывая, что основные съёмки фильма начались только через три месяца после смерти Ли, весь третий акт сценария был переписан[105].

### Анимация

#### POW! Entertainment
- Ли озвучил самого себя в роли охранника в созданном им анимационном фильме «Мозаика» (2007).
- Ли озвучил дедушку в анимационном фильме «Кондор» (2007), который он также создал.
- Ли озвучил самого себя в фильме «Могучая Семёрка Стэна Ли[англ.]», в котором он отправился в пустыню в поисках новых идей для комиксов и по пути столкнулся с инопланетянами. Он уговорил их стать командой супергероев, которая вдохновила его на написание комиксов[74].

#### Другие камео
- Ли появился в коротком камео в сцене после титров анимационного фильма для взрослых «Супер-пупер мультфильм от Джея и Молчаливого Боба» (2013). В этой сцене Ли навестил Блантмана и Хроника, чтобы обсудить с ними инициативу «Мстители»[106].
- Стэн Ли озвучил самого себя в мультфильме «Юные титаны, вперёд!» (2018), это его первое и единственное камео в проекте DC Comics, который является сатирой на фильмы о супергероях[107].
- Ли появился в анимационном фильме «Ральф против Интернета» (2018) в качестве аватара в эпизоде «О, мой Дисней»[108].

### Телевидение
- Ли снялся в веб-сериале под названием «Противостояние суперсил» (2012−…) в роли человека, читающего газету, который говорит Человеку-пауку и Дарту Молу, чтобы те не шумели, иначе он разозлится.
- Ли был ведущим и судьёй в реалити-шоу от SyFy «Who Wants to Be a Superhero?[англ.]» (2006−2007).
- Ли принял участие в 2006 году в игровом шоу от NBC «Identity[англ.]» (2006−2007)[103].
- Ли снялся в роли самого себя в 16 серии 3 сезона сериала «Теория большого взрыва» (2007−2019). По сюжету Шелдон пропустил автограф сессию Стэна Ли в местном магазине комиксов и заявился к его дому, из-за чего в конце концов Ли пришлось издать против него судебный запрет[109].
- Ли сыграл водителя автобуса в 16 серии 1 сезона сериала «Герои» (2006−2010). Сериал напрямую не основан ни на одной из работ Ли, но сильно вдохновлён такими комиксами как «Люди Икс» и «Нелюди»[110].
- Ли появился в роли самого себя в 5 серии 7 сезона сериала «Красавцы» (2004−2011)[103].
- Ли снялся в роли доктора Ли (он же Генералиссимус) в 13 серии 4 сезона сериала «Эврика» (2006−2012)[111].
- Ли появляется в 5 серии 1 сезона сериала «Никита» (2010−2013) в роли Хэнка Эксельсиора, свидетеля ограбления банка, у которого берёт интервью журналист[112].
- Ли в роли самого себя появился на праздничной вечеринке ЦРУ в 5 сезоне сериала «Чак» (2007−2012), в котором оказывается, что в этой вселенной он тайно работает на правительство и помимо этого испытывает романтический интерес к генералу Бэкман.
- Ли сыграл в 11 серии 5 сезона сериала «Гильдия» (2007−2013), в которой его захватили на конференции.
- Ли появился в роли самого себя в трёх эпизодах сериала «Счастливчик» (2016−2018): 1 сезон 1 серия, 2 сезон 4 серия и 3 сезон 1 серия.
- Ли сыграл судью в 1 серии 2 сезона веб-сериала «Высшая школа видеоигр» (2012−2014).
- Ли появился в роли Стэнли Дойла в анимационном выпуске сериала «Счастливчик»[103].
- Ли выступил в качестве приглашённой знаменитости за столом шеф-повара в 12 сезоне шоу «Адская кухня» (2005−…)[113].
- Ли появился в роли самого себя в 21 серии 3 сезона телесериала «Трудности ассимиляции» (2015−2020)[114].

#### Документальные фильмы
- Ли дал интервью в документальном фильме режиссёра Рона Манна[англ.] «Секретный комикс[англ.]» (1988).
- В 1990-х Ли вёл документальное шоу «The Comic Book Greats», в котором брал интервью у известных создателей комиксов, таких как Крис Клермонт, Джим Ли, Тодд Макфарлейн, Роб Лифельд[англ.] и Уилс Портацио.
- Ли дал интервью во франко-канадском документальном фильме «Once Upon a Time: The Super Heroes» в 2001 году.
- Ли появился в документальном фильме 2002 года «Мутанты, монстры и чудеса Стэна Ли».
- У Ли брали интервью в телевизионном документальном фильме «Супергерои комиксов без масок» на History Channel в 2003 году.
- Ли появился в документальном фильме 2009 года «Как Брюс Ли изменил мир».
- Ли был ведущим в документальном шоу 2010 года «Сверхлюди Стэна Ли[англ.]».
- Ли вместе с режиссёром Кевином Смитом и главным редактором Marvel 2000-х годов Джо Кесадой появился в DVD-программе «Marvel Then & Now: An Evening with Stan Lee and Joe Quesada, hosted by Kevin Smith»[103].
- Ли дал интервью в шоу «Сверхлюди Стэна Ли[англ.]» Дэниелу Браунингу Смиту, который установил несколько рекордов Гиннеса за исключительную гибкость[115] из-за синдрома Элерса-Данлоса, генетического заболевания, влияющего на образования коллагена.
- Ли дал интервью в документальном фильме «Супергерои» 2011 года.
- Ли дал интервью в трёхчасовом документальном фильме «Супергерои: Бесконечная битва» (2013), рассказчиком в котором выступил Лев Шрайбер[103].
- Стэну Ли посвящён документальный фильм 2012 года «С великой силой: История Стэна Ли» от кабельного канала Epix[116].

#### Анимация
- В мультсериале «Куколки-малышки[англ.]» (1984−1991) Ли сыграл самого себя в эпизоде, посвящённом его участию в создании стрипа «The Amazing Spider-Man[англ.]»[103].
- Ли озвучил Джерри в 3 серии 1 сезона мультсериала «Стрипперелла» (2003−2004).
- Ли появился в роли самого себя в 4 серии 3 сезона «Робоцыпа» (2005−…). Он также появился в роли самого себя в 1 и 18 сериях 6 сезона.
- Ли неоднократно появлялся в мультсериале «Симпсоны». В серии «I Am Furious (Yellow)», Ли озвучивает анимационную версию самого себя. Ли также появился в аудио-комментарии вместе с другими сценаристами и режиссёрами «Симпсонов» в издании 13-го сезона, выпущенном в 2010 году. В более ранней серии, «Worst Episode Ever», рядом с несколькими фотографиями на стене за регистром видна фотография Ли, под заголовком «Banned for life». Позже Ли провёл венчание Продавца комиксов в серии «Married to the Blob». Позже он появился в камео в заставке серии «The Caper Chase», когда в гостиную входит семья Симпсонов в виде Людей Икс. Он появляется и говорит: «Моё камео может быть даже в такой короткой заставке».
- Ли озвучил самого себя в комедийном веб-сериале «Как должен был закончиться фильм…» в 14 серии 4 сезона.
- В сатирическом анимационном сериале «Псих» (2010−2013) Ли озвучил Человека-паука в эпизоде, в котором рассказали о том, что случилось с пауком, укусившем Питера Паркера.
- Ли появился в аниме «Heroman» (2010), одним из авторов которого он является, в качестве постоянного посетителя ресторана, где работал главный герой Джоуи Джонс[74].
- Ли появился в мультсериале «Супергеройский детский сад» (2021), который является адаптацией одноимённой серии его комиксов[117].

### Музыкальные клипы
- Ли появился в неизданном музыкальном клипе японской метал-группы X Japan на песню «Born to Be Free»[118].
- Ли снялся в эпизодической роли в пародии Барта Бейкера на песню певицы Sia «Elastic Heart», где он освободил исполнительницу (которую играет Аманда Хослер) из тюрьмы, чтобы та снялась в фильме о супергероях с Шайа Лабафом (которого играет Бейкер) и Канье Уэйстом (которого играет Уоррен Барроу) в качестве главного злодея[119].

### Видеоигры
- В игре «Poptropica» есть персонаж, который является создателем одного из вымышленных персонажей комиксов с острова по имени Стэн Диткио, имя которого основано на именах Стэна Ли и Стива Дитко[120].
- После смерти Ли Blizzard Entertainment добавила неигрового персонажа по имени Стэнли в игру «World of Warcraft», который выкрикивает его коронную фразу «Эксельсиор!»[121].
- Культовая фраза Стэна появляется в «Fortnite: Battle Royale» в рекламном игровом режиме «Avengers: Endgame». Вместо «Victory Royale» при победе в игре появляется надпись «Universe Saved» или «Balanced Restored» в зависимости от того, сражались ли вы на стороне Мстителей или на стороне Таноса и Читаури, в любом случае фразу «Excelsior!» можно увидеть в нижней части экрана[122].